# Sandor Martín
Sandor Martín Clemente (Barcelona, España; 22 de agosto de 1993) es un boxeador profesional español, entrenador de boxeadores, quien ostenta el cinturón de la EBU en el peso superligero desde 2019. En el mes de abril de 2022 se encuentra en el número #2 del mundo en el ranking de peso superligero en Box Rec; en el número #10 de los rankings de The Ring y el #7 en el Junta Transnacional de Rankings de Boxeo (Transnational Boxing Rankings Board).

## Biografía
Sandor nace el 22 de agosto de 1993 en Barcelona, España. Sus padres son Rafael Martín; hijo de exiliados españoles; un entrenador y exboxeador dueño del gimnasio KO Verdún en el distrito de Nou Barris en Barcelona y su madre es Inmaculada Clemente, dueña de una tienda de deportes. Es por eso que desde muy pequeño tanto él como sus hermanos han practicado diversos deportes de contacto.
Sandor comienza a competir a una edad temprana teniendo su primer combate de boxeo y de kickboxing con 6 años en París, Francia; ya que por esa época en España estaban prohibidos los combates entre menores de 15 años. Desde esa edad hasta su debut profesional con 18 años en el boxeo ha practicado el Kickboxing, el Muay Thai o el Full Contact decantándose por convertirse en boxeador al creer él que tendría más oportunidades de alcanzar éxitos.
Sandor ha estudiado un Grado Superior de Educación Física y además se ha formado en diferentes cursos de Ciencias del Deporte.
Sandor actualmente es el CEO de Barcelona Boxing Nights trabajo que compagina con su carrera profesional y ayudar en el gimnasio de su padre.

## Carrera Amateur
Sandor tuvo una corta pero brillante carrera amateur en boxeo consiguiendo un 23-0-2 y coronándose en el 2010 cómo campeón de España júnior del peso superligero.
Además de dedicarse al boxeo también ha protagonizado otras peleas en otros deportes de contacto sumando un total de 70 peleas en sus palabras.

## Carrera Profesional
Sandor debuta el sábado 8 de octubre de 2011, en el Complex Esportiu Municipal Bon Pastor (Barcelona) consiguiendo una victoria por TKO en la tercera ronda contra el púgil Armen Hovsepyan.

### Campeón de España Peso superligero[11]
Sandor se convierte en el campeón más joven de España de peso superligero al derrotar el 6 de julio de 2013 por decisión unánime al cántabro Daniel Rasilla en el Pabellón del Bon Pastor, Barcelona, España.

### Campeón EBU Peso superligero

###### Sandor vs. Scarpa
Después de acumular un récord de 34–2 (12 KOs) se enfrenta a Andrea Scarpa por el título EBU de peso superligero el 27 de julio de 2019 en el Pabellón Francisco Calvo en Barcelona. Sandor consigue hacerse con el título después de que su rival tirase la toalla en el asalto 9. En ese momento Sandor se encuentra 90-81 en las tres tarjetas de los jueces.

###### Sandor vs. Joe Hughes
Sandor defendió su título el 12 de diciembre de 2019 en el Pabellón de la Vall d'Hebron en Barcelona frente al boxeador británico Joe Hughes, ganando por decisión unánime y reteniendo de esta forma el cinturón.

###### Sandor vs. Prospere
Sandor hizo su segunda defensa del título EBU del peso superligero contra Kaye Prospere en el Pabellón de la Vall d'Hebron en Barcelona el día 23 de abril de 2021, el resultado fue favorable a Sandor que retuvo el título tras una decisión unánime con los puntajes 119-107,117-110 y 117-109 a su favor.

### Campeón Internacional WBA peso superligero

###### Sandor vs. Félix Jr.
Sandor se enfrenta el 1 de abril de 2022 en el Palau Olímpic Vall d'Hebron en Barcelona al mexicano José Félix Jr. por el título Internacional WBA de peso superligero (considerado como un título intermedio). El resultado de este combate fue 100-90,100-90, 99-91 favorable a Sandor, quién ganó por decisión unánime.

### Pelea por el Campeonato WBO del peso superligero

###### Sandor vs. López
Sandor se enfrenta el día 11 de diciembre de 2022 contra el boxeador estadounidense de origen hondureño Teófimo López, perdiendo el combate por una decisión dividida muy polémica.

### Aspirante oficial del CMB para el título del peso superligero
El 8 de julio de 2023 el Consejo Mundial de Boxeo publicó sus ránquines oficiales dónde se posicionaba cómo número 1 del ranquin de peso superligero, el español Sandor Martín, convirtiéndolo en el aspirante oficial al título de peso superligero.

###### Sandor vs. Kaba
Sandor tenía que cumplir los compromisos previos que había adquirido y se enfrentó al italiano de origen albanés Arblin Kaba; el 15 de julio de 2023 en Verbania. El combate empezó muy parejo, pero el boxeador español empezó a aumentar la velocidad y la dureza de los golpes hasta conseguir la victoria por KO en el sexto asalto.

## Títulos
- Campeón España peso superligero
- Campeón UE- EBU peso superligero
- Campeón EBU peso superligero
- Campeón Internacional WBA peso superligero

## Récord Profesional
| Sumario     |              |            |
| 46 combates | 42 victorias | 4 derrotas |
| Nocaut      | 15           | 0          |
| Decisión    | 27           | 4          |

| No. | Resultado | Récord | Rival                     | Método | Asalto, Tiempo | Fecha                    | Localización                                              | Notas                                                                                                 |
| --- | --------- | ------ | ------------------------- | ------ | -------------- | ------------------------ | --------------------------------------------------------- | --- |
| 46  | Derrota   | 42–4   | Alberto Puello            | S.D.   | 12             | 1 de marzo de 2025       | Madison Square Garden, Nueva York, EE. UU.                | Por el título mundial del WBC de peso superligero.                                                    |
| 45  | Victoria  | 42–3   | Mohamed El Marcouchi      | K.O    | 4 (8), 2:00    | 16 de diciembre de 2023  | Palasport Le Cupole, Torino, Italia                       | |
| 44  | Victoria  | 41–3   | Arblin Kaba               | K.O    | 6 (8), 1:17    | 15 de julio de 2023      | Teatro Maggiore, Verbania, Pieromonte, Italia             | |
| 43  | Derrota   | 40–3   | Teófimo López             | S.D.   | 10             | 10 de diciembre de 2022  | Madison Square Garden, Nueva York, EE. UU.                | Por el título Internacional de la WBO de peso superligero.                                            |
| 42  | Victoria  | 40–2   | José Félix Jr.            | U.D.   | 10             | 1 de abril de 2022       | Palau Olímpic Vall d'Hebron, Barcelona, España            | Gana el vacante título Internacional de la WBA de peso superligero.                                   |
| 41  | Victoria  | 39–2   | Mikey Garcia              | M.D.   | 10             | 16 de octubre de 2021    | Chukchansi Park, Fresno, California, EE. UU.              | |
| 40  | Victoria  | 38–2   | Kaye Prospere             | U.D.   | 12             | 23 de abril de 2021      | Pabellón de la Vall d'Hebron, Barcelona, España           | Retiene el cinturón EBU de peso superligero.                                                          |
| 39  | Victoria  | 37–2   | Néstor Maradiaga          | U.D.   | 8              | 17 de diciembre de 2020  | Allianz Cloud, Milán, Italia                              | |
| 38  | Victoria  | 36–2   | Joe Hughes                | U.D.   | 12             | 12 de diciembre de 2019  | Pabellón de la Vall d'Hebron, Barcelona, España           | Retiene el cinturón EBU de peso superligero.                                                          |
| 37  | Victoria  | 35–2   | Andrea Scarpa             | R.T.D  | 9 (12), 3:00   | 27 de julio de 2019      | Pabellón Francisco Calvo, Barcelona, Spain                | Gana el cinturón EBU de peso superligero.                                                             |
| 36  | Victoria  | 34–2   | Sandro Hernández          | U.D.   | 8              | 22 de marzo de 2019      | Casino Gran Madrid, Torrelodones, España                  | |
| 35  | Victoria  | 33–2   | Mauro Maximiliano Godoy   | U.D.   | 10             | 24 de noviembre de 2018  | Centro Comercial Las Arenas, Barcelona, España            | |
| 34  | Victoria  | 32–2   | Jorge Moreno              | K.O.   | 4 (8)          | 23 de junio de 2018      | Hotel Novotel Madrid Center, Madrid, España               | |
| 33  | Victoria  | 31–2   | Gallus Coulon             | U.D.   | 8              | 2 de junio de 2018       | ExpoCoruña, La Coruña, España                             | |
| 32  | Victoria  | 30–2   | Adam Mate                 | K.O.   | 1 (8)          | 16 de diciembre de 2017  | La Cubierta, Leganés, España                              | |
| 31  | Derrota   | 29–2   | Anthony Yigit             | U.D.   | 12             | 30 de septiembre de 2017 | Solnahallen, Solna, Suecia                                | Por el título EBU de peso superligero.                                                                |
| 30  | Victoria  | 29–1   | Chaquib Fadli             | T.K.O. | 4 (8)          | 10 de junio de 2017      | Palau Olímpic Vall d'Hebron, Barcelona, España            | |
| 29  | Victoria  | 28–1   | Valentyn Golovko          | U.D.   | 8              | 12 de noviembre de 2016  | Bilbao Exhibition Centre, Barakaldo, España               | |
| 28  | Victoria  | 27–1   | Ivans Levickis            | PTS    | 6              | 4 de junio de 2016       | Frontón Bizkaia, Bilbao, España                           | |
| 27  | Victoria  | 26–1   | Steve Jamoye              | U.D.   | 10             | 1 de abril de 2016       | Pabellón de la Vall d'Hebron, Barcelona, España           | |
| 26  | Victoria  | 25–1   | György Mizsei             | T.K.O. | 4 (12)         | 15 de noviembre de 2015  | Pabellón del Bon Pastor, Barcelona, España                | Retiene el cinturón de la Unión Europea de peso superligero. Gana el cinturón Youth Silver de la WBC. |
| 25  | Victoria  | 24–1   | Ryan Peleguer             | U.D.   | 6              | 10 de octubre de 2015    | Pabellón Municipal de Deportes La Casilla, Bilbao, España | |
| 24  | Victoria  | 23–1   | Anzor Gamgebeli           | T.K.O. | 1 (6), 2:25    | 17 de julio de 2015      | Frontón Beti-Alai, Ordizia, España                        | |
| 23  | Victoria  | 22–1   | Samuele Esposito          | U.D.   | 12             | 19 de abril de 2015      | Pabellón del Bon Pastor, Barcelona, España                | Gana el cinturón vacante de la Unión Europea de peso superligero.                                     |
| 22  | Victoria  | 21–1   | Renald Garrido            | U.D.   | 8              | 12 de diciembre de 2014  | Palau Olímpic Vall d'Hebron, Barcelona, España            | |
| 21  | Victoria  | 20–1   | Miguel Aguilar            | U.D.   | 6              | 24 de octubre de 2014    | La Farga, L'Hospitalet de Llobregat, España               | |
| 20  | Victoria  | 19–1   | Mijaíl Avakian            | U.D.   | 10             | 21 de junio de 2014      | Pabellón del Bon Pastor, Barcelona, España                | |
| 19  | Victoria  | 18–1   | Maurycy Gojko             | T.K.O  | 3 (6)          | 16 de mayo de 2014       | Palau de Congressos de Catalunya, Barcelona, España       | |
| 18  | Victoria  | 17–1   | Ignacio Mendoza           | T.D.   | 9 (10)         | 29 de marzo de 2014      | Pabellón del Bon Pastor, Barcelona, España                | Retiene el Campeonato de España de peso superligero.                                                  |
| 17  | Victoria  | 16–1   | Ubiraci Borges dos Santos | U.D.   | 6              | 15 de febrero de 2014    | León, España                                              | |
| 16  | Derrota   | 15–1   | Alexandre Lepelley        | PTS.   | 8              | 14 de diciembre de 2013  | Palau Olímpic Vall d'Hebron, Barcelona, España            | |
| 15  | Victoria  | 15–0   | José Antonio Elizabeth    | T.K.O. | 2 (6)          | 19 de julio de 2013      | Frontón Beti-Alai, Ordizia, España                        | |
| 14  | Victoria  | 14–0   | Daniel Rasilla            | U.D.   | 10             | 6 de julio de 2013       | Pabellón del Bon Pastor, Barcelona, España                | Gana el cinturón de peso superligero de España.                                                       |
| 13  | Victoria  | 13–0   | Santos Medrano            | U.D.   | 6              | 19 de mayo de 2013       | Pabellón Municipal de Deportes, Manlleu, España           | |
| 12  | Victoria  | 12–0   | Juan Zapata               | K.O.   | 2 (6), 1:12    | 1 de marzo de 2013       | La Farga, L'Hospitalet de Llobregat, España               | |
| 11  | Victoria  | 11–0   | Antonio Joao Bento        | U.D.   | 6              | 26 de enero de 2013      | Pabellón del Bon Pastor, Barcelona, España                | |
| 10  | Victoria  | 10–0   | Andoni Alonso             | K.O.   | 3 (6)          | 15 de diciembre de 2012  | Polideportivo Municipal del Centro, Viladecans, España    | |
| 9   | Victoria  | 9–0    | Víctor Segura             | U.D.   | 6              | 30 de noviembre de 2012  | Hotel Fira Congress, L'Hospitalet del Llobregat, España   | |
| 8   | Victoria  | 8–0    | Alejandro Heredia         | U.D.   | 6              | 5 de octubre de 2012     | Cotxeres de Sants, Barcelona, España                      | |
| 7   | Victoria  | 7–0    | José de Jesús López       | U.D.   | 6              | 20 de julio de 2012      | Frontón Beti-Alai, Ordizia, España                        | |
| 6   | Victoria  | 6–0    | Jesús García Simón        | U.D.   | 6              | 26 de julio de 2012      | Palau de Congressos de Catalunya, Barcelona, España       | |
| 5   | Victoria  | 5–0    | Mauro Orlandi             | T.K.O. | 1 (6)          | 5 de mayo de 2012        | Pabellón del Bon Pastor, Barcelona, España                | |
| 4   | Victoria  | 4–0    | Sezer Erunsal             | U.D.   | 6              | 16 de marzo de 2012      | La Fargo, L'Hospitalet de Llobregat, España               | |
| 3   | Victoria  | 3–0    | Bruno Matarese            | K.O.   | 2 (4), 1:04    | 5 de febrero de 2012     | Pabellón del Bon Pastor, Barcelona, España                | |
| 2   | Victoria  | 2–0    | David Donis               | U.D.   | 4              | 26 de noviembre de 2011  | Pabellón Pare Manyanet, Reus, España                      | |
| 1   | Victoria  | 1–0    | Armen Hovsepyan           | T.K.O. | 3 (4), 2:47    | 8 de octubre de 2011     | Pabellón del Bon Pastor, Barcelona, España                | |

## Apariciones públicas

### La Resistencia
Sandor Martin apareció en el late night la Resistencia del presentador David Broncano el 28 de abril de 2021. Durante el programa el púgil barcelonés enseñó su título de campeón EBU, contó anécdotas de su vida deportiva; e incluso bromeó con buscarle un mote pugilístico al presentador.
La entrevista concluyó con un guanteo entre el presentador y el boxeador en el que el púgil se impuso de manera clara.

### La Velada del Año
El boxeador barcelonés formó parte como entrenador de Reven del evento de boxeo entre youtubers y streamers La Velada del año organizada por el creador de contenido Ibai Llanos que se celebró el día 26 de mayo de 2021 en Barcelona.
Hasta la llegada de este día Sandor se encargó de la preparación física y del entrenamiento de boxeo de Reven, parte de esos entrenamientos fueron colgados en la plataforma Youtube.

### La Velada del Año II
En marzo de 2022 se anunció que volvería a producirse el evento; Sandor, aparte de entrenador, colaboraró con Ibai Llanos como organizador.

### La Velada del Año III
En marzo de 2023 se anunció que volvería a producirse el evento de boxeo; este año, Martín colaboraría, de nuevo, con Ibai Llanos como organizador.